# Операция „Овърлорд“
 Тази статия е за военната кампания.  За филма вижте Овърлорд.  
Операция „Овърлорд“ (на английски: Operation Overlord) (денят D, D-Day) е една от основните фази на бойните действия на Западния фронт, част от Втората световна война. Започва на 6 юни 1944 г. с десанта в Нормандия, един от най-големите военноморски десанти в историята. Решението за десанта е взето по време на Третата вашингтонска конференция през 1943 г. Близо 160 000 войници преминават Ла Манша на 6 юни 1944 г., а броят им нараства до 2 000 000 към края на август.
Съюзниците не успяват да изпълнят целите си през първия ден, но придобиват огромна опорна точка, която постепенно им позволява да превземат Шербур на 26 юни и Кан на 21 юли. Провалена контраатака от немските сили на 8 август поставя в капан 50 000 войници от 7-а армия във Фалезкия чувал. На 15 август Съюзниците нахлуват и от Средиземно море (операция „Драгун“), а на 25 август 1944 г. Париж е освободен. Кампанията приключва с изтеглянето на немските войски на изток от река Сена към 30 август 1944 г.

## Подготовка за десант
След като силите на Оста нападат Съветския съюз през юни 1941 г., Йосиф Сталин започва да подканва останалите Съюзници за втори фронт в Западна Европа. Уинстън Чърчил отказва, тъй като чувства, че дори и с американска помощ британците нямат адекватни сили за такъв удар, и иска да избегне скъпоструващи фронтални атаки, като тези при Сома и Пашендейл през Първата световна война. Два предварителна плана са съставени през 1942 – 1943 г., но никой от тях не е счетен от британците за практичен или с вероятност за успех. Вместо това, Съюзниците разширяват дейността си в Средиземноморието, започвайки операция във Френска Северна Африка през ноември 1942 г., нахлуване в Сицилия през юли 1943 г. и в Италия през септември. Тези кампании предоставят на съюзнически войски важен опит при морските десанти.
Участниците в Третата вашингтонска конференция, състояла се през май 1943 г., вземат решение да предприемат нахлуване през Ла Манша на следващата година. Чърчил подкрепя основният съюзнически тласък в Германия да бъде направен от Средиземноморието, но накрая решението е взето от американските му съюзници, които предоставят по-голямата част от човешката сила и оборудване. Британският генерал-лейтенант Фредерик Морган е назначен за началник-щаб и започва подробно планиране. Първоначалните планове са възпрени от броя налични съдове за десант, повечето от които вече са заети или в Средиземноморието, или в Тихия океан. Отчасти заради научените уроци след битката за Диеп на 19 август 1942 г., Съюзниците решават да не нападат директно тежко охранявано френско пристанище при първия си десант. Провалът при Диеп, също така, подчертава нуждата от адекватна артилерия и въздушна поддръжка, както и от специализирани кораби, способни да плават много близо до брега. Малкият обсег на британските самолети Spitfire и Typhoon силно ограничават броя потенциални места за приземяване, тъй като добрата въздушна поддръжка зависи от наличието на самолети във въздуха възможно най-дълго. Морган разглежда четири места за десантите: Бретан, полуостров Котантен, Нормандия и Па дьо Кале. Тъй като Бретан и Котантен са полуострови, немците биха могли да отрежат съюзническото настъпление относително лесно, така че тези места са отхвърлени.
Па дьо Кале е най-близката точка на континентална Европа до Великобритания и мястото на пусковите площадки на Фау-1 и Фау-2, които по това време все още се разработват. Немците гледат на него като най-вероятната зона за десант и го правят най-тежко защитения регион. Тук обаче има няколко възможности за настъпление за Съюзниците, тъй като районът граничи с множество реки и канали, докато десанти на широк фронт в Нормандия биха позволили множество заплахи срещу пристанището на Шербур, други пристанища на запад в Бретан и наземна атака срещу Париж и накрая към Германия. Следователно Нормандия е избрана за място на десанта. Най-сериозният недостатък на брега на Нормандия, липсата на пристанищни съоръжения, би бил преодолян чрез развиването на изкуствени портове.
Нахлуването е планирано да започне не 1 май 1944 г. Първоначалният проект на плана е приет на Квебекската конференция през август 1943 г. Генерал Дуайт Айзенхауер е назначен за командващ на Главното командване на съюзническите сили. Генерал Бърнард Монтгомъри е назначен за командир на 21-ва група армии, която съставлява всички сухопътни сили в нахлуването. На 31 декември 1943 г. Айзенхауер и Монтгомъри първи виждат плана, предлагащ морски десанти с три дивизии, които са подкрепяни от още две дивизии. Двамата генерали веднага настояват за разширяване на мащаба на първоначалното нахлуване до пет дивизии с парашутни десанти от още три дивизии, които да позволят действия на по-широк фронт и да се ускори завземането на Шербур. Нуждата от набавяне с допълнителен персонал за десантите означава настъплението да бъде отложено до юни 1944 г. В края на краищата, Съюзниците заделят 39 дивизии за битката за Нормандия: 22 американски, 12 британски, 3 канадски, 1 полска и 1 френска, наброяващи общо над милион души, всички под британско командване.

### Съюзнически план за нахлуване
„Овърлорд“ е името, с което се обозначава установяването на едромащабен плацдарм на континента. Първата фаза, морския десант и установяването на сигурна опора, е наименувана операция „Нептун“. За да се сдобият с нужното въздушно надмощие за успешно нападение, Съюзниците предприемат бомбардировъчна кампания, която взема на мушка немската самолетостроителна промишленост, доставки на гориво и летища. Бомбардират се и комуникационната инфраструктура и пътните и железопътните възли, за да се отреже северната част на Франция и да се затруднят доставките на подкрепления. Въздушните удари са широко разпространени, за да се прикрие точното местоположение на нахлуването. Планирани са сложни операции за объркване на противника, което да му попречи да предскаже времето и мястото на нахлуването.
Бреговата линия на Нормандия е разделена на 17 сектора, с кодови имена по азбучен ред, от 'A' (Able) до 'R' (Roger), от запад на изток. После са добавени още 8 сектора, когато инвазията е разширена, включвайки 'U' (Utah) на полуостров Котантен. Секторите са допълнително раздробени на плажове, идентифицирани с цветове – зелено, червено и бяло.
Съюзническите планове предвиждат морските десанти да се предшестват от парашутни такива: близо до Кан на източния фланг, за да се подсигурят мостовете на река Орн, и северно от Карантан на западния фланг. Първоначалната цел е да се завладеят Карантан, Изини сюр Мер, Байо и Кан. Американците, които трябва да дебаркират на плажовете Юта и Омаха, имат за цел да откъснат полуостров Котантен и да завладеят пристанищните комплекси на Шербур. Британците при Суорд и Голд, както и канадците при Джуно, трябва да завладеят Кан и да образуват фронтова линия от Комон л'Еванте югоизточно от Кан, за да се защити американския фланг, докато установят летища в близост до Кан. Притежание на Кан и околностите му би дало на англо-канадските сили подходящо място за прегрупиране и настъпление на юг за превземането на град Фалез. Би бил установен подсигурен плацдарм и да се направи опит за задържането на цялата завзета територия северно от линията Фалез-Авранш през първите три седмици. След това съюзническите армии трябва да поемат към река Сена.
Флотът за инвазията, воден от адмирал Бертрам Рамзи, е разделен на западна част, поддържаща американските сектори, и източна част, поддържаща британските и канадските сектори. Американските сили от 1-ва армия, водени от генерал-лейтенант Омар Брадли, съставляват 7-и корпус (Юта) и 5-и корпус (Омаха). От британската страна, генерал-лейтенант Майлс Демпси командва 2-ра армия, чийто 30-и копрус е назначен в Голд, а 1-ви корпус е назначен в Джуно и Суорд. Сухопътните сили са под общото командване на Монтгомъри, а въздушното командване е поверено на маршал Трафорд Лий-Малъри. 1-ва канадска армия включва персонал и единици от Полша, Белгия и Нидерландия. Участват войници и от други нации на страната на Съюзниците.

### Разузнаване
Съюзническите въздушни сили правят над 3200 излитания за разузнавателни снимки от април 1944 г. до началото на нападението. Снимки на бреговата линия са направени на изключително ниска височина, за да се покаже на нападателите терена, пречките на плажа и отбранителните съоръжения като бункери и оръдейни гнезда. За да не разбера немците мястото на десанта, тази работа се налага да бъде свършена по цялото европейско крайбрежие. Снимани са и мостове, укрепени точки и сгради навътре на сушата, понякога от няколко ъгли, за да имат Съюзниците възможно най-много информация.
Информацията, събрана от френската съпротива, помага да се предоставят подробности по движенията на войските на Оста и по строителните техники, използвани от немците за бункери и други отбранителни съоръжения.
Много немски радио съобщение са шифрирани използвайки Енигма и други техники, при които кодовете се сменят често. Екип от разшифровчици в Блечли парк работи по разбиването на кодовете възможно най-бързо, за да се предостави предварителна информация относно немските планове и движения на войските. Кодът на Енигма, използван от фелдмаршал Герд фон Рундщет, е разбит към края на март. Немското разузнаване променя кодовете за Енигма веднага след съюзническите десанти на 6 юни, но към 17 юни Съюзниците вече пак могат да ги четат.

### Объркване на врага
В месеците преди нахлуването Съюзниците провеждат Операция „Бодигард“, общата стратегия, съставена да подведе немците относно датата и мястото на главните съюзнически десанти. Съставена е кампания по дезинформация на немците, използваща фалшив радио трафик, който да ги накара да очакват нападение в Норвегия, както и голяма заблуда, която цели да примами немците да вярват, че десантите ще се случат в Па дьо Кале през юли. Измислена е фалшива 1-ва американска група армии, която ужким е разположена в Кент и Съсекс под командването на генерал-лейтенант Джордж Патън. Съюзниците построяват фалшиви танкове, камиони и десантни съдове и ги позиционират близо до брега. Няколко военни части, включително канадските 2-ри корпус и 2-ра дивизия, се придвижват в района, за да се подсили илюзията, че голяма войска се групира там. Както фалшивия радио трафик, така и истинските радио съобщения от 21-ва група армии се пренасочват към Кент по земята и след това излъчвани, за да се даде на немците впечатлението, че повечето съюзнически войски са стационирани там. Патън остава в Англия до 6 юли, като така продължава да подвежда немците, че второ нападение ще се състои при Кале. Военният и цивилният персонал осъзнават, че трябва да пазят секретност и войските се инвазията са държани в изолация, особено през периода непосредствено преди нахлуването. Един американски генерал позорно е изпратен обратно в САЩ, след като споменава датата на десантите на парти.
Немците смятат, че разполагат с голяма шпионска мрежа във Великобритания, но всъщност всичките им агенти са били заловени, а някои са станали двойни агенти. Испанският двоен агент Хуан Пужол, който е враг на нацистите, развива в продължение на две години до десантите в Нормандия фалшива мрежа от информанти, които немците мислят, че ги снабдяват с разузнаване. Пужол изпраща изпраща стотици съобщения до началниците си в Мадрид, специално подготвени от британското разузнаване така, че да убедят немците, че нападението ще се състои през юли в Кале.

### Репетиции
Учения за „Овърлорд“ провеждат още от юли 1943 г. Тъй като близкият плаж прилича на планираното място за десант в Нормандия, град Слаптън в Девън е евакуиран през декември 1943 г. и поет от въоръжените сили за обучения, които включват употребата на десантните плавателни съдове и справянето с препятствията на плажа. Инцидент с приятелски огън там на 27 април 1944 г. води до смъртта на 450 души. На следващия ден умират още 750 американски войници и моряци, когато немски торпедни катери изненадват съюзническите сили, провеждащи обучение. Десантни обучения се провеждат и в Шотландия. Морските обучения се провеждат в Северна Ирландия, а медицинските екипи в Лондон и другаде репетират как биха се справили с очакваните вълни от пострадали. Парашутистите провеждат учения, включително огромен демонстрационен десант на 23 март 1944 г., наблюдаван от Чърчил, Айзенхауер и други високопоставени лица.
Съюзническите планове считат, че тактическата изненада е нужен елемент за десантите. Информация относно датата и мястото на десантите се предоставя само на най-високопоставени членове на въоръжените сили. Войниците са строени и заключени към края на май, а комуникацията им с външния свят е отрязана. Войниците биват инструктирани с карти, които са правилни за всеки детайл, освен за имената на местата и на повечето не им е казана реалната им дестинация преди да отплават. Пътуванията до и от Ирландия са забранени, а движенията на няколко километра от английския бряг са силно ограничени.

### Прогнозиране на времето
При планирането на нахлуването са уточнени набор от условия относно времето, считайки само няколко дни през всеки месец за удачни. За предпочитане е пълнолуние, което да предоставя достатъчно светлина за пилотите на самолетите, както и по-високи приливи. Съюзниците искат да насрочат десантите за малко преди разсъмване, по средата между отлива и прилива. Това би подобрило видимостта на препятствията, които врагът е поставил на брега, докато се намалява времето за престой на войниците на открито. Установени са определени критерии за скорост на вятъра, видимост и облачност. Накрая Айзенхауер избира 5 юни за дата на нападението. Обаче на 4 юни метеорологичните условия са видимо неподходящи за десант: силните ветрове и високи вълни не позволяват използването на десантни плавателни съдове, а ниската облачност би попречила на самолетите да намерят мишените си.
Към вечерта на 4 юни съюзническия метеорологичен екип предсказва, че условията ще се подобрят достатъчно, за да може нахлуването да се състои на 6 юни. Генерал Монтгомъри и генерал Уолтър Бедел Смит (началник-щаба на Айзенхауер) нямат търпение да започнат настъплението. Адмирал Бертрам Рамзи подготвя корабите си, но маршал Трафорд Лий-Малъри изразява безпокойство относно благоприятността на условията за съюзническите самолети. След дълга дискусия Айзенхауер решава, че инвазията трябва да се състои. Съюзническият контрол над Атлантика означава, че немските метеоролози нямат достъп до толкова информация за времето, колкото Съюзниците. Тъй като метеорологичния център на Луфтвафе в Париж прогнозира две седмици бурно време, много командири на Вермахта напускат постовете си, а много войници са пуснати в отпуска. Маршал Ервин Ромел се връща в Германия за рождения ден на жена си и да се срещне с Хитлер с цел да поиска повече танкове.
Ако Айзенхуер беше отложил настъплението, следващият подходящ период би бил след две седмици, от 18 до 20 юни, но без желаното пълнолуние. По-късно се оказва, че през този период нападателите са щели да срещнат мощна буря с продължителност от 4 дни, която би направила първоначалния десант невъзможен.

### Немска подготовка
Германия разполага с 50 дивизии във Франция и Нидерландия плюс още 18 стационирани в Дания и Норвегия. 15 дивизии са в процес на образуване в Германия, но няма стратегически резерв. Районът около Кале се отбранява от 15-а армия под командването на генерал-полковник Ханс фон Залмут, а този в Нормандия – от 17-а армия под командването на генерал-полковник Фридрих Долман. Жертвите от войната, особено на Източния фронт, означават, че немците вече не разполагат със запас от млади и способни мъже. Немските войници вече са средно с шест години по-възрастни от съюзническите им противници. Много войници в Нормандия са от Източните легиони – новобранци и доброволци от Туркестан, Русия, Монголия и другаде. Вермахтът им е предоставил главно ненадеждно плячкосано оборудване, а моторизираният транспорт е силно ограничен. Формированията, които пристигат по-късно, като например 12-а СС танкова дивизия Хитлерюгенд, са като цяло с по-млади бойци и са с по-добро въоръжение и подготовка, отколкото войските, стационирани по бреговата линия.

#### Атлантически вал
Обезпокоен от нападенията срещу Сен Назер и Диеп през 1942 г., Хитлер нарежда постояването на укрепления по целия атлантически бряг, от Испания до Норвегия, които да служат за защита срещу очаквано съюзническо нахлуване. Той си представя 15 000 гнезда с 300 000 души, но поради недостиг, особено на бетон и хора, повечето от опорните точки така и не са построени. Като очаквано място за съюзническо нахлуване, Па дьо Кале е тежко охраняван. В Нормандия най-добрите укрепления са концентрирани при пристанищата на Шербур и Сен Мало.
Доклад на Рундщет пред Хитлер през октомври 1943 г. относно слабата защита на Франция води до назначаването на Ромел, който да надзирава строежа на по-нататъшните укрепления по очаквания фронт, който се разпростира от Нидерландия до Шербур. Ромел поема командването над новосформираната група армии „Б“, която включва 7-а армия, 15-а армия и частите в Нидерландия. Заплетената командна структура на Германия затруднява Ромел при изпълнението на задачата му. Той няма власт над организация „Тот“, която се командва от оръжейния министър Алберт Шпеер, така че на някои места се налага да назначава войници, които да се занимават със строителство.
Ромел вярва, че Нормандия е възможна точка за десант, така че нарежда построяването на множество отбранителни съоръжения по брега ѝ. Освен бетонни оръдейни гнезда и стратегически точки по брега, той нарежда на плажовете да се поставят дървени колове, метални триподи, мини и големи противотанкови препятствия, така че да се забави приближаването на десантните съдове и да се спре движението на танковете. Очаквайки Съюзниците да десантират при прилив, така че пехотата да изгуби по-малко време на открития плаж, той нарежда тези препятствия да се поставят при приливната маркировка. Плетеници от бодлива тел, скрити бомби и премахването на земното прикритие правят подходите опасни за пехотата. По нареждане на Ромел, броят мини по бреговете е утроен. Имайки предвид съюзническото въздушно надмощие (4026 съюзнически самолета, назначени за действията в Нормандия + 5514 самолета за бомбардировки и защита срещу 570 самолета на Луфтвафе във Франция и Нидерландия), се полагат колове-капани, наречени аспержи на Ромел (на немски: Rommelspargel) в долините и полята, които да пречат на парашутните десанти.

#### Мобилни резерви
Ромел, вярвайки, че германците имат най-голям шанс да спрат нахлуването на брега, поисква мобилните резерви, особено танковете, да се стационират възможно най-близо до бреговата линия. Рундщет, Лео Гайр фон Швепенбург и други високопоставени командири вярват, че нахлуването не би могло да бъде спряно на брега. Гайр се обявява за конвенционалната доктрина: танковите формирования да се държат концентрирани в централна позиция около Париж и Руан и да се разгърнат тогава, когато съюзническият десант е вече идентифициран. Гайр също изтъква, че в Италианската кампания бронираните машини близо до брега биват повредени от военноморските бомбардировки. Мнението на Ромел е, че поради съюзническото надмощие във въздуха, мащабни движения на танкове не биха били възможни, когато настъплението започне. Решението взема Хитлер: той оставя три дивизии под командването на Гайр и дава на Ромел операционен контрол на три танкови дивизии като резерви. Хитлер лично поема контрол над четири дивизии като стратегически резерви, които не бива да се използват без разрешението му.

## Нахлуване
Към май 1944 г. 1,5 милиона американски войници вече се намират във Великобритания. Повечето са настанени във временни лагери в югозападната част на Англия, в готовност да преминат Ла Манша в западната част на десантната зона. Британски и канадски войски са настанени в общежития на изток от Саутхемптън до Нюхевън и дори по брега за мъже, които ще преминат канала на по-късен етап. Сложна система подсигурява, че хората и превозните средства ще тръгнат по план от 20 точки.  На някои хора се налага да се качат на превозното си средство почти седмица преди тръгването. Кораби се срещат в точка югоизточно от остров Уайт, за да се съберат в конвои, които да преминат канала. Миночистачите започват да чистят коридорите през нощта на 5 юни, а хиляди бомбардировачи излитат преди изгрев, за да нападнат бреговите укрепления. Около 1200 самолета тръгват от Англия малко преди полунощ, за да превозят три парашутни дивизии към местата им за спускане в тила на врага няколко часа преди десантите на брега. На американските 82-ра парашутна и 101-ва парашутна дивизии са назначени цели на полуостров Котантен, западно от плажа Юта. Британската 6-а парашутна дивизия има за цел да превземе невредими мостовете над Канския канал и река Орн. Силите на сражаваща се Франция от 538 души имат мишени в Бретан. Около 132 000 души са транспортирани по море в деня на десанта, а още 24 000 души пристигат по въздух. Предварителната военноморска бомбардировка започва в 5:45 часа и продължава до 6:25 от 5 линейни кораба, 20 крайцера, 65 разрушителя и 2 монитора. Пехотата започва да пристига на плажовете около 6:30 часа.

### Плажове
Плавателните съдове с 4-та пехотна дивизия, която напада плажа Юта са изтласкани от течението към място на около 1800 m южно от планираната им зона за десант. Войските им срещат слаба съпротива, понасяйки по-малко от 200 жертви. Опитите им да настъпят към вътрешността не успяват през първия ден, но те напредват с около 6,4 km, достигайки 101-ва парашутна дивизия. Парашутните десанти западно от Юта не са особено успешни, тъй като само 10% от парашутистите се приземяват в отредените им зони. Събирането на хората в бойни групи е затруднено, поради недостиг на радиа и терена с плетове, каменни зидове и блата. 82-ра парашутна дивизия завладява основната си цел, Сент Мер Еглиз, и работи по подсигуряването на западния фланг. Провалът ѝ да превземе мостовете над река Мердере води до забавяне на отцепване на полуостров Котантен. 101-ва парашутна дивизия помага за защитата на южния фланг и поема контрол над река Дув при Ла Баркет, но не завладява близките мостове на първия ден.
При Пуент дю Ок задачата на двеста души от 2-ри рейнджърски батальон е да се изкачат по 30-метровите скали с въжета и стълби, за да унищожат оръдейната батарея там. Докато биват обстрелвани отгоре, мъжете се изкачват по скалите, но само за да разберат, че те вече са били преместени. Рейнджърите откриват оръжията – неохранявани, но готови за стрелба, в овощна градина на около 550 m южно и ги неутрализират. Там те биват нападнати, като някои от тях са заловени. До следващия ден в батальона са останали 90 души способни за бой. Подкрепление идва ден по-късно, когато пристигат части от 734-ти танков батальон.
Плажът Омаха, най-тежко охраняваният сектор, е назначен на американската 1-ва пехотна дивизия, подкрепяна от войски от 29-а пехотна дивизия. Изправени са срещу немската 352-ра пехотна дивизия, а не срещу очаквания единичен полк. Силното течение изтласква десантните съдове на изток от планираната позиция или ги забавя. Жертвите са повече от тези при другите десанти взети заедно, тъй като войниците са обект на стрелба от скалите. Проблеми при почистването на плажните препятствия водят до това, че по-нататъшните десанти на превозни средства са спрени до 8:30 часа сутринта. Група разрушители пристига по това време, за да предостави поддържащ артилерийски огън. Излизането от Омаха се оказва възможно само през пет дерета и към края на сутринта едва 600 души са достигнали възвишенията. По пладне, докато артилерията взима своите жертви, а немските амуниции започват да привършват, американците успяват да изчистят повече коридори на плажовете. Те също започват да чистят вражеските препятствия, така че превозните средства да могат да се позиционират на плажа. Тънката брегова линия е разширена през следващите дни, а целите на операцията са изпълнени 3 дни след десанта.
При плажа Голд силните ветрове правят условията сложни за десантните съдове, а амфибийните танкове дебаркират близо до брега или директно на плажа, вместо по-далеч както е планирано. Въздушните удари не успяват да уцелят укрепената точка Льо Амел и нейното 75-mm оръдие продължава да нанася щети до 16:00 часа. На западния фланг британският 1-ви батальон завзема Ароманш и установява контакт на източния фланг с канадските сили от Джуно.
Пехотните десанти при плажа Джуно са забавени, поради бурното море и войниците пристигат по-рано от поддържащата ги бронетехника и претърпяват много жертви. Повечето от крайбрежните бомбардировки пропускат да уцелят немските укрепления. Въпреки тези затруднения, канадците бързо изчистват плажа и създават два изхода към селата. Забавянето при превземането на Бени сюр Мер води до задръстване на плажа, но към свечеряване съседните плажове Джуно и Голд покриват район с дължина 19 km и ширина 10 km. Съюзническите жертви при Джуно наброяват 961 души.
На плажа Суорд 21 от 25 десантни танка успяват да се доберат невредими до брега, за да предоставят прикриващ огън за пехотата, която започва десанта си в 7:30 часа. Бързото изчистване на плажа създава няколко изхода за танковете. Във ветровитите условия приливът идва по-бързо от очакваното, което затруднява маневрирането на бронетехниката. 2-ри батальон напредва пеша до няколко километра от Кан, но се налага да се изтегли, поради липса на бронирани подкрепления. Към 16:00 часа немската 21-ва танкова дивизия предприема контраатака между Суорд и Джуно и почти успява да достигне брега. Те срещат тежка съпротива от британската 3-та пехотна дивизия и скоро са привикани да помагат в района между Кан и Байо.
Първите компоненти на изкуствените пристани „Мълбери“ са донесени ден след десантите, а съоръженията са готови за разтоварване към средата на юни. Едното е построено при Ароманш от британците, а другото при Омаха от американците. Силни бури на 19 юни попречват на доставките и разрушават пристана на Омаха. Поправеният порт при Ароманш успява да приема около 6000 тона доставки дневно и се използва постоянно през следващите десет месеца. Пристанището на Шербур е изчистено от мини и препятствия към 16 юли.
Съюзническите жертви на първия ден са поне 10 000, като от тях 4414 са потвърдени за мъртви. Немците губят 1000 души. Съюзническият план включва завладяването на Карантан, Сен Ло, Кан и Байо на първия ден и да се свържат всички плажове (освен Юта) с фронтовата линия на 10 – 16 km от плажовете. Никоя от тези цели не е изпълнена. Петте моста не са свързани до 12 юни, до което време Съюзниците вече държат фронт с дължина 97 km и ширина 24 km. Кан, който е важна цел, все още е в немските ръце и остава техен чак до 21 юли. Почти 160 000 души преминават Ла Манша на юни, а към края на август във Франция вече са разположени над 2 милиона съюзнически войски.

### Шербур
В западната част на плацдарма на американските войски е наредено да окупират полуостров Котантен, особено град Шербур, който би предоставил на Съюзниците дълбоководно пристанище. Теренът отвъд Юта и Омаха се характеризира с бокажи (смесица между пасища и гори) с бодливи плетове при насипите и канавки от едната им страна. Много райони са допълнително защитени от картечни гнезда. Повечето от пътищата са твърде тесни за танковете. Немците са наводнили полетата отвъд Юта с морска вода. Немските сили на полуострова включват 91-ва пехотна дивизия и 243-та и 709-а статични пехотни дивизии. Три дни след десантите съюзническите командири осъзнават, че Шербур няма да бъде взет бързо и решават да изолират полуострова, за да спрат допълнителните подкрепления към него. След провалените опити на неопитната американска 90-а пехотна дивизия, генерал-майор Джоузеф Лоутън Колинс назначава далеч по-опитната 9-а пехотна дивизия за задачата. Те достигат западния бряг на Котантен към 17 юни, като така откъсват Шербур. 9-а дивизия, заедно със 79-а пехотна дивизия, поемат контрол над полуострова с ожесточени сражения от 19 юни. Шербур е превзет на 26 юни. Дотогава германците вече са разрушили пристанищните съоръжения, които са въведени отново в експлоатация чак през септември.

### Кан
Сраженията в Кан и покрайнините му срещу 21-ва танкова дивизия, 12-а СС танкова дивизия и други части скоро достигат патово положение. 30-и корпус се опитва да напредне на юг към Мон Пинсон, но скоро изоставя прекия подход в полза на клещовидна маневра за обграждане на Кан. 30-и корпус прави ход по фланга от Тийи сюр Сьол към Вилер-Бокаж с части от 7-а бронирана дивизия, докато 1-ви корпус се опитва да навлезе в Кан от изток. Атаката на 1-ви корпус бързо е спряна, а 30-и корпус завзема Вилер-Бокаж за кратко. Напредналите елементи на британските сили биват нападнати от засада, с което започва битката при Вилер-Бокаж, продължила цял ден. Британците са принудени да се изтеглят към Тийи сюр Сьол. След забавяне, причинено от бури в периода 17 – 23 юни, на 26 юни започва операция „Епсом“, която представлява опит на британския 8-и корпус да заобиколи Кан и да го нападне от югозапад, след което да се подсигури мост южно от река Одон. Въпреки че операцията се проваля, немците претърпяват много танкови загуби. Рундщет е освободен на 1 юли и е заменен от фелдмаршал Гюнтер фон Клуге, след като прави забележка, че войната е вече загубена. Северните покрайнини на Кан са бомбардирани през вечерта на 7 юли, след което са окупирани на 8 – 9 юли. Околностите на града и възвишенията южно от него са подсигурени към 18 – 21 юли, като дотогава градът е почти изравнен със земята.

### Пробив от плажовете
След като територията на полуостров Котантен е подсигурен на юг до Сен Ло, американската 1-ва армия започва операция „Кобра“ на 25 юли и напредва на юг към Авранш към 1 август. На 30 юли британците започват операция по подсигуряване на град Вир и високите части на Мон Пинсон. 3-та армия на генерал-лейтенант Джордж Патън се активизира на 1 август и бързо превзема по-голямата част от Бретан и територии на юг до Лоара, докато 1-ва армия поддържа напрежението на изток към Льо Ман, за да им защитава фланга. Към 3 август Патън си позволява да остави малка сила в Бретан и да се насочи на изток към основната концентрация на немски сили южно от Кан. Въпреки възраженията на Клуге, на 4 август Хитлер нарежда контранастъпление от Вир към Авранш.
Докато 2-ри канадски корпус натиска на юг от Кан към Фалез на 8 август, Брадли и Монтгомъри осъзнават, че има възможност голяма част от немските войски да се обградят при Фалез. 3-та армия продължава обграждането от юг, достигайки Алансон на 11 август. Въпреки че Хитлер продължава да настоява, че до 14 август неговите сили ще контраатакуват, Клуге и офицерите му започват да планират отстъпление на изток. Немските сили са силно затруднени от настояването на Хитлер той лично да взема всички големи решения, което оставя войската му без заповеди за периоди, достигащи 24 часа, докато информацията се предава от и до резиденцията на Хитлер в Оберзалцберг в Бавария. Вечерта на 12 август Патън пита Брадли дали силите му да продължат на север, за да затворят пролуката и да обградят немските сили. Брадли отказва, тъй като Монтгомъри вече е назначил 1-ва канадска армия да завземе територията от север. Канадците срещат тежка съпротива и завладяват Фалез на 16 август. Пролуката е затворена на 21 август, хващайки в капан 50 000 немци, но над една трета от немската 7-а армия и остатъците от 9-а и 11-а танкови дивизии вече са избягали на изток. Решенията на Монтгомъри относно Фалезкия чувал биват критикувани по това време от американските командири, особено Патън, макар Брадли да е по-симпатизиращ и да вярва, че Патън не би успял да затвори пролуката. Хитлер освобождава Клуге от поста му на 15 август и го заменя с фелдмаршал Валтер Модел. Клуге се самоубива на 19 август, след като Хитлер научава за участието му в заговора от 20 юли. Операция „Драгун“, съюзническото настъпление в южните части на Франция, започва на 15 август.
Френската съпротива в Париж се надига срещу немците на 19 август. Айзенхауер първоначално иска да подмине града и да преследва други мишени, но сред докладите, че гражданите гладуват и че Хитлер е наредил градът да бъде унищожен, дьо Гол настоява той да бъде превзет незабавно. Френски сили от 2-ра бронирана дивизия под командването на генерал Филип Льоклер дьо Отклок пристигат от запад на 24 август, докато американската 4-та пехотна дивизия настъпва от юг. Спорадичните боеве продължават през нощта, но към сутринта на 25 август Париж е освободен.
Действията продължават в британските и канадските сектори до края на месеца. На 25 август американската 2-ра бронирана дивизия си проправя път към Елбьоф, установявайки връзка с британските и канадските бронирани дивизии. Канадската 2-ра пехотна дивизия напредват към Форе дьо Рувре сутринта на 27 август. Районът е тежко охраняван и канадските 4-та и 6-а бригади претърпяват много загуби в продължение на три дни, докато немците се сражават в забавяща акция на терен, който е подходящ за отбрана. Немците се оттеглят на 29 август, като на следващия ден се изтеглят и отвъд Сена. Следобед на 30 август канадската 3-та пехотна дивизия прекосява Сена близо до Елбьоф и влиза в Руан.

## Край на кампанията
Айзенхауер поема прякото командване над всички съюзнически сухопътни сили на 1 септември. Притеснен за немски контраатаки и ограничените доставки във Франция, той решава да продължи действията по дълъг фронт, вместо да се впуска в тесни тласъци. Свързването на силите от Нормандия със съюзническите сили в южната част на Франция се състои на 12 септември. На 17 септември Монтгомъри започва операция „Маркет Гардън“, която е неуспешен опит на англо-американските парашутисти да завладеят мостове в Нидерландия, което да позволи на сухопътните сили да преминат река Рейн по път за Германия. Съюзническото настъпление е забавено от немската съпротива и липсата на доставки (особено гориво). На 16 декември германците предприемат офанзива в Ардените, която е и последното им голямо настъпление на Западния фронт.
Десантите в Нормандия представляват най-голямото морско нахлуване в история, включвайки почти 5000 десантни и нападателни съдове, 289 ескортни съдове и 277 миночистача. Те ускоряват края на войната в Европа, отвличайки големи войски далеч от Източния фронт, които иначе биха забавили съветското настъпление. Отварянето на нов фронт в Западна Европа е огромен психологически удар срещу военните сили на Германия, които се страхуват от повтарянето на двойния фронт през Първата световна война. Десантите в Нормандия, също така, известяват началото на състезанието за Европа между съветските и западните сили, което се счита от някои историци за началото на Студената война.
Съюзническата победа в Нормандия произтича от няколко фактора. Немските укрепления по Атлантическия вал са само частично завършени. Малко преди десантите Ромел докладва, че строежът в някои части е завършен едва на 18%, тъй като ресурсите биват отклонявани другаде. Заблудите на Съюзниците са успешни, оставяйки немците принудени да защитават огромен участък от бреговата линия. Съюзниците, също така, успяват да постигнат и да поддържат въздушно надмощие, което означава, че немците се оказват неспособни да правят наблюдения по подготовките на врага и са неспособни да се справят с вражеските удари от бомбардировачи. Транспортната инфраструктура във Франция е силно нарушена от съюзническите бомбардировачи и френската съпротива, което затруднява немците да докарват подкрепления и доставки. Голяма част от откриващия артилерийски бараж пропуска целта си, но специализираната бронетехника сработва добре, освен на плажа Омаха, предоставяйки поддръжка за пехотата, която десантира на плажовете. Нерешителността и твърде усложнената командна структура на немското главно командване също играе роля при съюзническия успех.